# Probolocryptus krausi
Probolocryptus krausi är en mångfotingart som beskrevs av Hoffman 1963. Probolocryptus krausi ingår i släktet Probolocryptus och familjen fingerdubbelfotingar. Inga underarter finns listade i Catalogue of Life.